# Željko Dereta
Željko Dereta (1961 — 2015) bio je jugoslovenski i srpski paraolimpijski takmičar u više bacačkih disciplina.
Rođen kao zdravo dete 1961. godine u Beogradu, primio je cepivo 1964. i oboleo od dečje paralize, koja ga je prikovala za invalidska kolica do kraja svog života. Mentalno zdrav u glavi, nije se predavao i započeo je da se bavi sportom unatoč ograničenjima koje je imao. Osvajao je mnoge medalje kako na jugoslovenskim, evropskim, tako i na svetskim takmičenjima. Najveći dometi su mu paraolimpijske igre 1980. (bez medalje), potom 1984. godine (osvojene dve medalje — zlato i srebro) i 1988. godine (osvojena bronzana medalja).
Umro je 2015. godine nakon kratke bolesti. Počiva na groblju Lešće u Beogradu.